# 刘卡特反应
刘卡特反应是甲酸的铵盐与醛（或酮）通过还原胺化形成胺的化学反应。该反应以鲁道夫·刘卡特命名。
除了氨以外，伯胺和仲胺也是成功的。
当使用过量甲酸时，该反应称为刘卡特-瓦拉赫反应，以鲁道夫·刘卡特和奥托·瓦拉赫命名。